# 阮氏玉華
阮氏玉華（越南语：／，？—1645年），今俗称作“阮福玉華”，是越南廣南國君主阮熙宗阮福源之養女，嫁給日本安土桃山時代至江戶時代商人荒木宗太郎為妻。

## 稱謂
阮氏玉華在越南及日本共有多個不同的稱謂，由於其養父阮福源統治期間為黎中興朝時代，身為中部實際統治者的阮氏尚未稱王稱帝，名義上向後黎朝皇帝稱臣。阮福源當時僅稱瑞國公，其女兒皆稱公女（越南语：／），因此多稱為玉華公女（越南语：／）。雖然阮氏玉華沒有被封公主（越南语：／）爵位，但「公主」一詞在越南語裡常用作代稱君主女兒，因此也被後人通稱為玉華公主（越南语：／）。
阮氏玉華嫁到日本肥前國長崎（今長崎縣長崎市）後，改日本名王加久（日语：王加久），又作王加久戶賣（日语：王加久戸売）、王加久戶女（日语：王加久戸女）。她又被長崎人稱為，此名稱由來有不同說法，一種說法指這是越南語「阿娘」（越南语：／）的音轉，又有說法指是源自她平日說話常稱人為，而在越南語代詞中是對同輩男性的敬稱，本義是哥哥，在長崎人以訛傳訛下音變成。又因為她出身高貴，被後世日本人尊稱為。

## 生平
阮氏玉華是廣南國阮主阮福源之養女，其親生父母不詳，身世有不同說法。一種說法指她是外戚之女，又有說法指她本是宮女，阮福源把她嫁給荒木宗太郎時，為了提高她的身份，就把她收為養女。由於她名字中的「華」（Hoa）字與阮福源其中一位親女阮氏玉誇的「誇」（Khoa）字發音相近，常被混為一人。但阮氏玉誇和親占城，嫁給占婆王波羅美，並非嫁到日本，因此與阮氏玉華並非同一人。
後黎朝弘定二十年（1619年，日本元和五年），阮福源在廣南國首都會安接見來自日本的朱印船商人荒木宗太郎，荒木宗太郎得到阮主的信任。為了發展與日本的貿易和使兩國關係緊密，阮福源就把養女阮氏玉華許配給荒木宗太郎為妻，並賜荒木宗太郎越南名阮太郎（越南语：／）。翌年，阮氏玉華隨同丈夫到日本肥前國長崎，居於其夫在浦上淵村稲佐鄉飽之浦（日语：飽の浦，今長崎市飽之浦町）興建的大屋，並取日本名王加久，又稱王加久戶賣、王加久戶女。又被長崎人稱呼為。
阮氏玉華與荒木宗太郎育有一女家須，自遠嫁日本後，阮氏玉華就一直沒有回到娘家，即使其夫在1622年（後黎朝永祚四年、日本元和八年）再到廣南國，她亦沒有隨行。日本鎖國後，她與丈夫、女兒居住在長崎，其夫於1636年（日本寬永十三年，後黎朝陽和二年）農曆十一月初七於家中逝世，而阮氏玉華仍繼續於長崎生活，直至1645年（越南後黎朝福泰三年、莫朝順德八年；日本正保二年）逝世，在日本生活了26年。她和丈夫合葬於長崎大音寺後山墓地。子孫是板垣退助正室・絹子（荒木氏）,

## 相關文化及紀念
阮氏玉華在越南及日本皆被視為越日友好的象徵，兩地皆有以她為題材的文化及紀念。
在越南會安市有一條街道名為公女玉華街，是以阮氏玉華命名。2014年，會安市舉行會安日本祭，演出以阮氏玉華嫁給荒木宗太郎為題材的舞蹈。
在日本長崎市，每年在諏訪神社舉行的長崎供日的奉納踊中都有，以荒木宗太郎和阮氏玉華的盛大婚禮為題材，由演員扮演荒木宗太郎夫婦站在道具朱印船上。而她從越南帶來的一面歐洲製方鏡則是長崎歷史文化博物館的藏品。